# (8303) Miyaji
(8303) Miyaji (1995 CO1) – planetoida z pasa głównego asteroid okrążająca Słońce w ciągu 3,3 lat w średniej odległości 2,21 au. Odkryta 9 lutego 1995 roku.